# Quixeré
Quixeré is een gemeente in de Braziliaanse deelstaat Ceará. De gemeente telt 19.772 inwoners (schatting 2009).